# Minguzzita
La minguzzita és un mineral de la classe dels compostos orgànics. Va ser descoberta l'any 1955 a l'illa d'Elba, la Toscana, a Itàlia i rep el seu nom en honor del mineralogista i professor de la Universitat de Pàdua italià Carlo Minguzzi (1910 - 1953).

## Característiques
La minguzzita és un oxalat trihidratat de ferro i potassi de fórmula química K₃Fe3+(C₂O₄)₃·3H₂O. Cristal·litza en el sistema monoclínic en cristalls de fins a 0,1 mm que mostren les cares {010}, {111},{111}, {110}. És de color verd o groc-verd.
Segons la classificació de Nickel-Strunz, la minguzzita pertany a «10.AB - Sals d'àcids orgànics: oxalats» juntament amb els següents minerals: humboldtina, lindbergita, gluixinskita, moolooïta, stepanovita, wheatleyita, zhemchuzhnikovita, weddel·lita, whewel·lita, caoxita, oxammita, natroxalat, coskrenita-(Ce), levinsonita-(Y), zugshunstita-(Ce) i novgorodovaïta.

## Formació i jaciments
La minguzzita només ha estat trobada al cap Calamita situat al sud l'illa d'Elba, a la Toscana, en forma de recobriments oxidats en dolomites calcàries. Ha estat trobada associada amb humboldtina i limonita.